# Cherin Abdelaui
Cherin Abdelaui (28 de agosto de 1998) es una deportista argelina que compite en judo adaptado. Ganó dos medallas en los Juegos Paralímpicos de Verano, bronce en Río de Janeiro 2016 y oro en Tokio 2020.

## Palmarés internacional
| Juegos Paralímpicos | Juegos Paralímpicos     | Juegos Paralímpicos | Juegos Paralímpicos |
| Año                 | Lugar                   | Medalla             | Categoría           |
| ------------------- | ----------------------- | ------------------- | ------------------- |
| 2016                | Río de Janeiro (Brasil) | Medalla de bronce   | –52 kg              |
| 2020                | Tokio (Japón)           | Medalla de oro      | –52 kg              |